# جان ماير (مؤرخ)
جان ماير (بالفرنسية: Jean Meyer)‏ هو مؤرخ مكسيكي وفرنسي، ولد في 8 فبراير 1942 في نيس في فرنسا.